# Leichtathletik-Weltmeisterschaften 2005/110 m Hürden der Männer

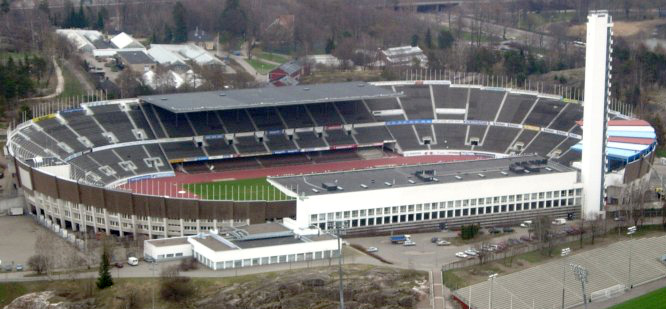
Das Olympiastadion in Helsinki im Mai 2005

Der 100-Meter-Hürdenlauf der Männer bei den Leichtathletik-Weltmeisterschaften 2005 wurde vom 10. bis 12. August 2005 im Olympiastadion der finnischen Hauptstadt Helsinki ausgetragen.
Weltmeister wurde der Franzose Ladji Doucouré. Rang zwei belegte der aktuelle Olympiasieger und Weltrekordmitinhaber Liu Xiang aus der Volksrepublik China. Bronze ging an den vierfachen Weltmeister (1995/1997/2001/2003) und Olympiasieger von 1996 Allen Johnson aus den Vereinigten Staaten.
Die Windbedingungen und äußeren Umstände mit Regen und niedrigen Temperaturen waren äußerst ungünstig. In ausnahmslos allen Rennen hatten die Läufer mit Gegenwinden zu kämpfen, die teilweise sehr heftig ausfielen.

## Bestehende Rekorde
| Weltrekord               | 12,91 s | Colin Jackson | WM 1993 in Stuttgart, Deutschland | 20. August 1993 |
| Weltrekord               | 12,91 s | Liu Xiang     | OS 2004 in Athen, Griechenland    | 27. August 2004 |
| Weltmeisterschaftsrekord | 12,91 s | Colin Jackson | WM 1993 in Stuttgart, Deutschland | 20. August 1993 |

Der bestehende WM-Rekord wurde bei diesen Weltmeisterschaften nicht eingestellt und nicht verbessert.

## Vorrunde
Die Vorrunde wurde in sechs Läufen durchgeführt. Die ersten drei Athleten pro Lauf – hellblau unterlegt – sowie die darüber hinaus sechs zeitschnellsten Läufer – hellgrün unterlegt – qualifizierten sich für das Halbfinale.

### Vorlauf 1
10. August, 10:50 Uhr
Wind: −5,1 m/s
| Platz | Name                 | Nation       | Zeit (s) |
| ----- | -------------------- | ------------ | -------- |
| 1     | Thomas Blaschek      | Deutschland  | 13,86    |
| 2     | Allen Johnson        | USA          | 13,92    |
| 3     | Yoel Hernández       | Kuba         | 14,03    |
| 4     | Ivan Bitzi           | Schweiz      | 14,26    |
| 5     | Cédric Lavanne       | Frankreich   | 14,49    |
| 6     | Aléxandros Theofánov | Griechenland | 14,73    |
| 7     | Todd Matthews-Jouda  | Sudan        | 15,43    |

### Vorlauf 2

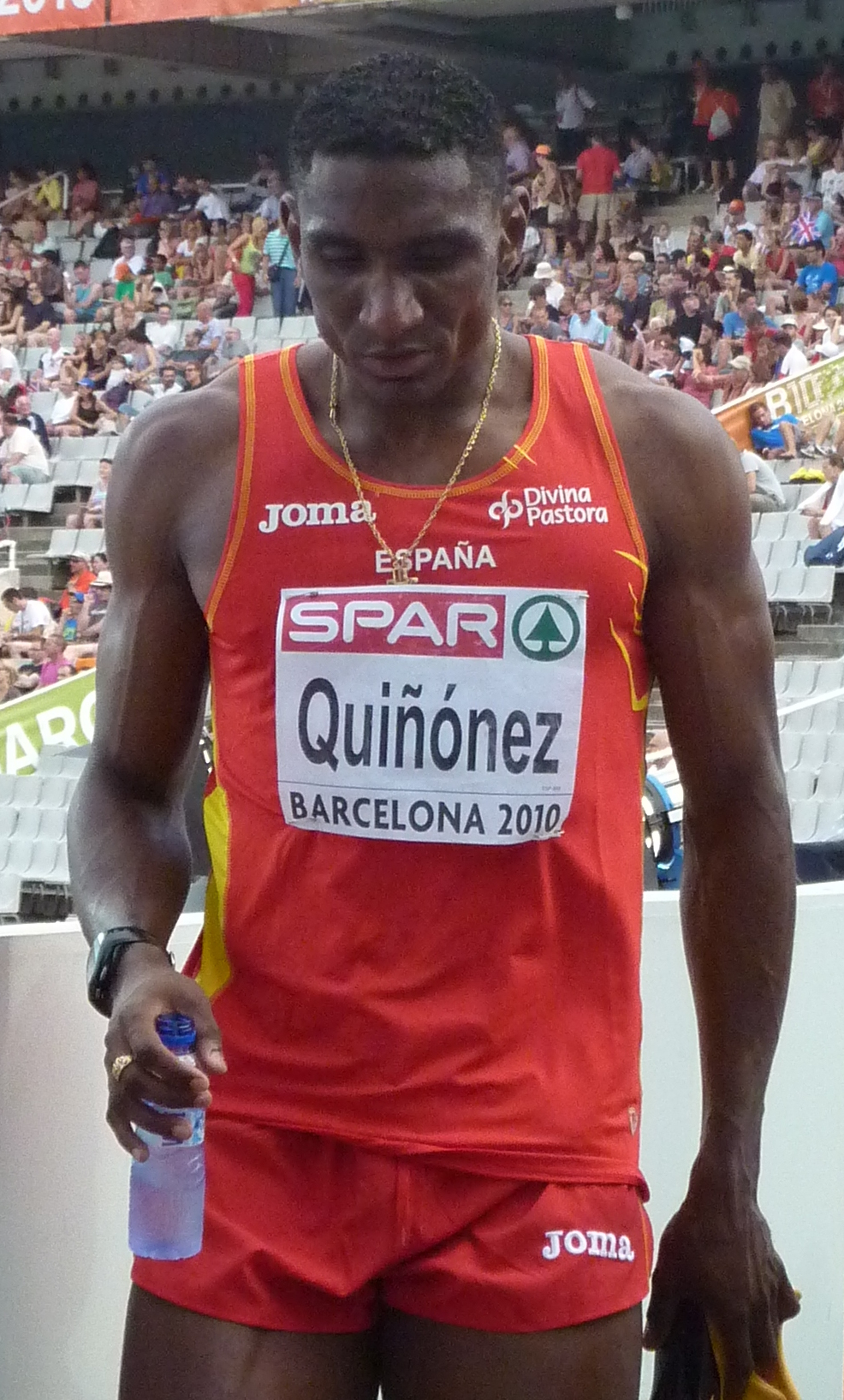
Jackson Quiñónez schied mit einer Zeit deutlich über vierzehn Sekunden in der Vorrunde aus

10. August, 10:57 Uhr
Wind: −0,3 m/s
| Platz | Name                    | Nation              | Zeit (s) |
| ----- | ----------------------- | ------------------- | -------- |
| 1     | Liu Xiang               | Volksrepublik China | 13,73    |
| 2     | Redelén dos Santos      | Brasilien           | 13,74    |
| 3     | Jonathan N’Senga        | Belgien             | 13,89    |
| 4     | Anier García            | Kuba                | 14,01    |
| 5     | Elmar Lichtenegger      | Österreich          | 14,04    |
| 6     | Matti Niemi             | Finnland            | 14,18    |
| 7     | Jackson Quiñónez        | Ecuador             | 14,34    |
| 8     | Baimourat Achirmouradov | Turkmenistan        | 15,52    |

### Vorlauf 3

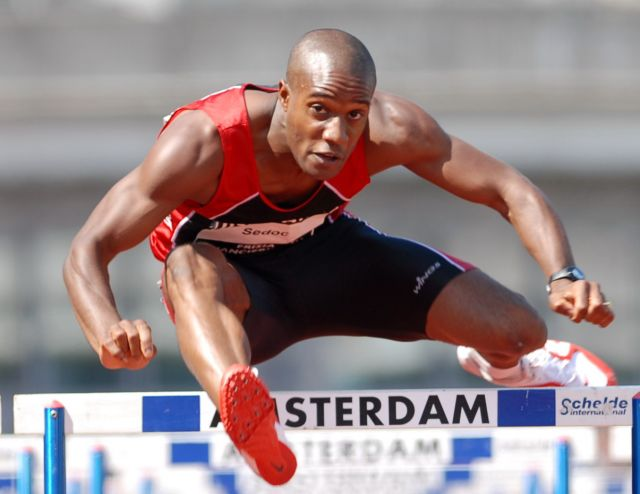
Gregory Sedoc verfehlte den Halbfinaleinzug um einen Rang
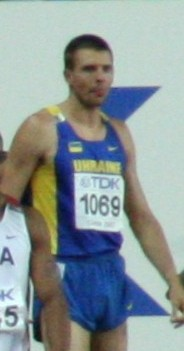
Serhiy Demydyuks schied mit seinem fünften Rang im dritten Vorlauf aus

10. August, 11:04 Uhr
Wind: −3,4 m/s
| Platz | Name                    | Nation      | Zeit (s) |
| ----- | ----------------------- | ----------- | -------- |
| 1     | Ladji Doucouré          | Frankreich  | 13,86    |
| 2     | Matheus Facho Inocêncio | Brasilien   | 13,96    |
| 3     | Chris Pinnock           | Jamaika     | 14,11    |
| 4     | Gregory Sedoc           | Niederlande | 14,24    |
| 5     | Serhiy Demydyuk         | Ukraine     | 14,25    |
| 6     | Karl Jennings           | Kanada      | 14,30    |
| 7     | Sultan Tucker           | Liberia     | 14,34    |
| DNS   | Andrea Giaconi          | Italien     |          |

### Vorlauf 4
10. August, 11:11 Uhr
Wind: −1,1 m/s
| Platz | Name              | Nation              | Zeit (s) |
| ----- | ----------------- | ------------------- | -------- |
| 1     | Shi Dongpeng      | Volksrepublik China | 13,80    |
| 2     | Terrence Trammell | USA                 | 13,80    |
| 3     | Igor Peremota     | Russland            | 13,89    |
| 4     | Robert Kronberg   | Schweden            | 13,90    |
| 5     | Masato Saitō      | Japan               | 13,90    |
| 6     | Allan Scott       | Großbritannien      | 14,18    |
| 7     | Peter Coghlan     | Irland              | 14,57    |
| 8     | Tang Hon Sing     | Hongkong            | 14,83    |

### Vorlauf 5
10. August, 11:18 Uhr
Wind: −2,8 m/s
| Platz | Name                         | Nation         | Zeit (s) |
| ----- | ---------------------------- | -------------- | -------- |
| 1     | Anselmo da Silva             | Brasilien      | 13,96    |
| 2     | Dominique Arnold             | USA            | 13,96    |
| 3     | Marcel van der Westen        | Niederlande    | 14,01    |
| 4     | Paulo Villar                 | Kolumbien      | 14,12    |
| 5     | Joseph-Berlioz Randriamihaja | Madagaskar     | 14,18    |
| 6     | Satoru Tanigawa              | Japan          | 14,25    |
| 7     | Felipe Vivancos              | Spanien        | 14,34    |
| 8     | Julien M'Voutoukoulou        | Republik Kongo | 15,41    |

### Vorlauf 6
10. August, 11:25 Uhr
Wind: −1,8 m/s
| Platz | Name                | Nation              | Zeit (s) |
| ----- | ------------------- | ------------------- | -------- |
| 1     | Dayron Robles       | Kuba                | 13,83    |
| 2     | Staņislavs Olijars  | Lettland            | 13,86    |
| 3     | Joel Brown          | USA                 | 13,90    |
| 4     | Maurice Wignall     | Jamaika             | 13,90    |
| 5     | Dudley Dorival      | Haiti               | 14,02    |
| 6     | Wu Youjia           | Volksrepublik China | 14,38    |
| 7     | David Ilariani      | Georgien            | 14,88    |
| 8     | Suphan Wongsriphuck | Thailand            | 15,05    |

## Halbfinale
Aus den drei Halbfinalläufen qualifizierten sich die jeweils ersten beiden Athleten – hellblau unterlegt – sowie die darüber hinaus zwei zeitschnellsten Läufer – hellgrün unterlegt – für das Finale.

### Halbfinallauf 1

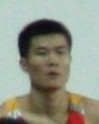
Shi Dongpeng fehlte eine Hundertstelsekunde, um über die Zeitregel im Finale dabei zu sein

11. August, 21:40 Uhr
Wind: −0,5 m/s
| Platz | Name               | Nation              | Zeit (s) |
| ----- | ------------------ | ------------------- | -------- |
| 1     | Ladji Doucouré     | Frankreich          | 13,35    |
| 2     | Dominique Arnold   | USA                 | 13,39    |
| 3     | Shi Dongpeng       | Volksrepublik China | 13,44    |
| 4     | Yoel Hernández     | Kuba                | 13,54    |
| 5     | Igor Peremota      | Russland            | 13,71    |
| 6     | Redelén dos Santos | Brasilien           | 13,88    |
| 7     | Masato Saitō       | Japan               | 13,88    |
| 8     | Dudley Dorival     | Haiti               | 14,11    |

### Halbfinallauf 2

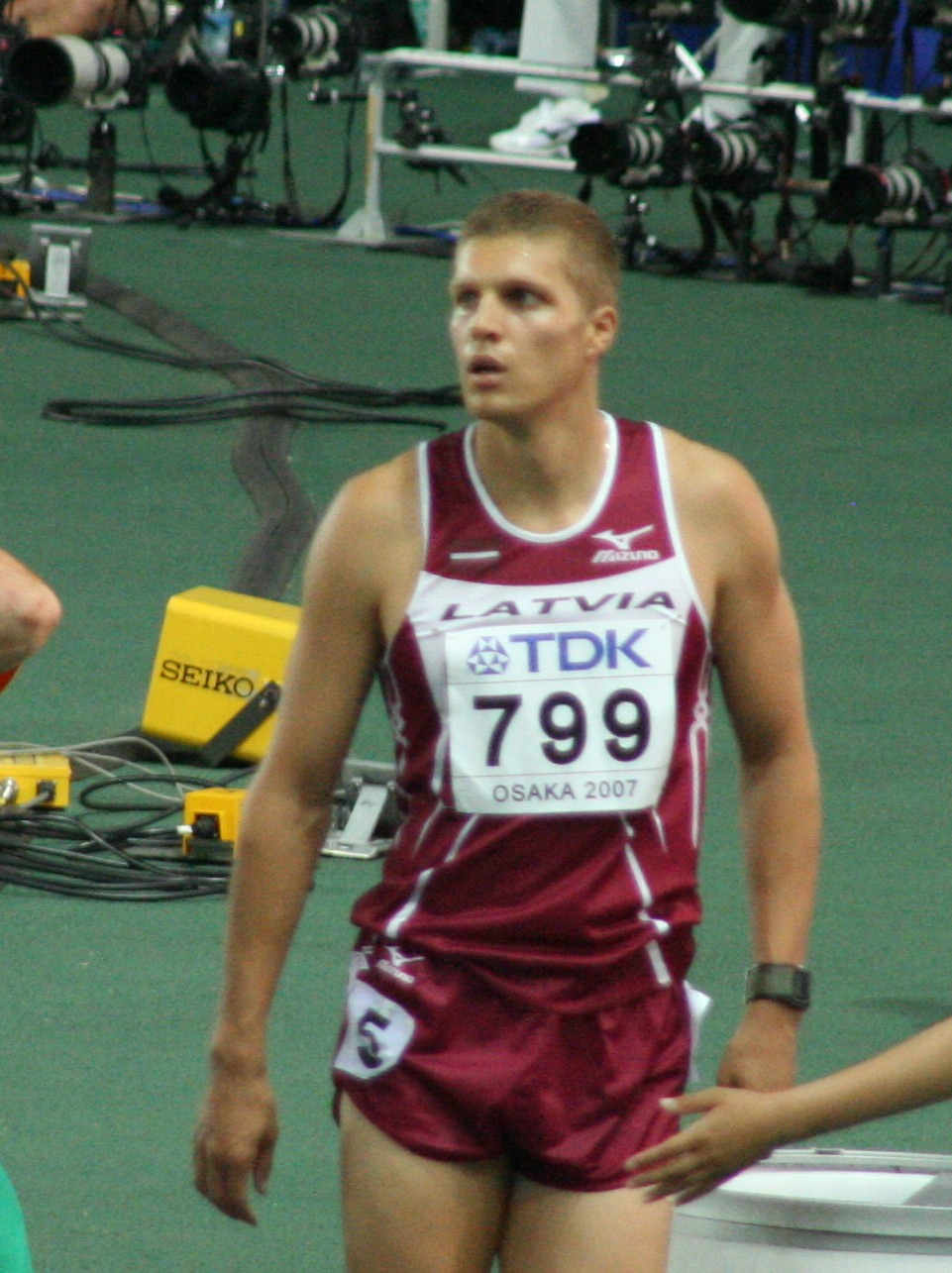
Stanislavs Olijars reichten seine 13,53 s nicht zur Finalteilnahme
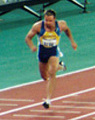
Robert Kronberg scheiterte mit 13,69 s im Halbfinale
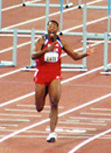
Anier García hatte nicht die Glanzform der letzten Jahre und schied als Letzter seines Halbfinalrennens aus

11. August, 21:48 Uhr
Wind: −0,4 m/s
| Platz | Name               | Nation              | Zeit (s) |
| ----- | ------------------ | ------------------- | -------- |
| 1     | Terrence Trammell  | USA                 | 13,31    |
| 2     | Liu Xiang          | Volksrepublik China | 13,42    |
| 3     | Staņislavs Olijars | Lettland            | 13,53    |
| 4     | Anselmo da Silva   | Brasilien           | 13,63    |
| 5     | Robert Kronberg    | Schweden            | 13,69    |
| 6     | Chris Pinnock      | Jamaika             | 13,73    |
| 7     | Jonathan N’Senga   | Belgien             | 13,94    |
| 8     | Anier García       | Kuba                | 13,99    |

### Halbfinallauf 3
11. August, 21:56 Uhr
Wind: −1,9 m/s
| Platz | Name                    | Nation      | Zeit (s) |
| ----- | ----------------------- | ----------- | -------- |
| 1     | Allen Johnson           | USA         | 13,23    |
| 2     | Maurice Wignall         | Jamaika     | 13,24    |
| 3     | Matheus Facho Inocêncio | Brasilien   | 13,39    |
| 4     | Joel Brown              | USA         | 13,43    |
| 5     | Thomas Blaschek         | Deutschland | 13,45    |
| 6     | Marcel van der Westen   | Niederlande | 13,63    |
| 7     | Elmar Lichtenegger      | Österreich  | 13,74    |
| 8     | Dayron Robles           | Kuba        | 14,16    |

Im dritten Vorlauf ausgeschiedene Hürdensprinter:

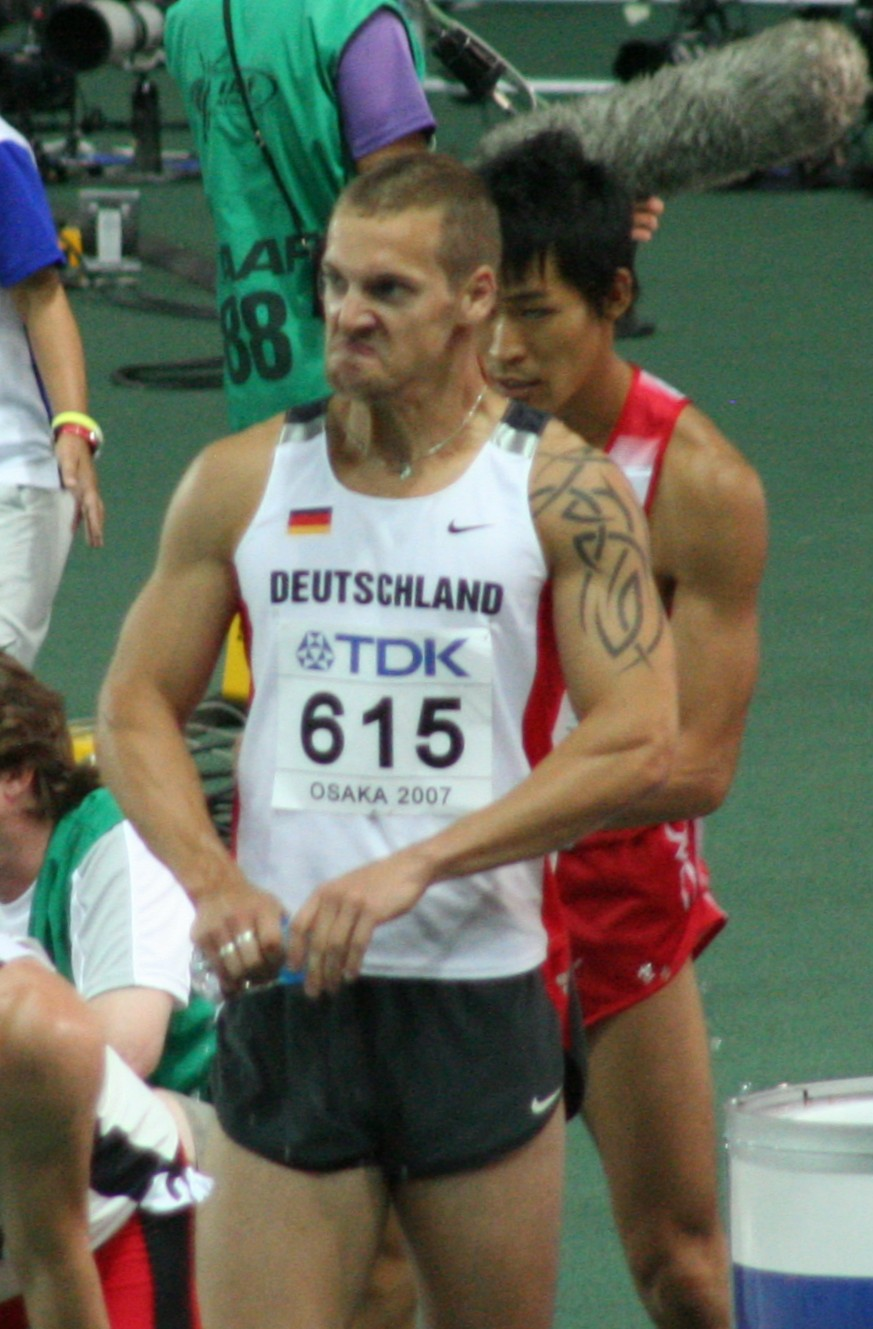
Thomas Blaschek Rang fünf in 13,45 s
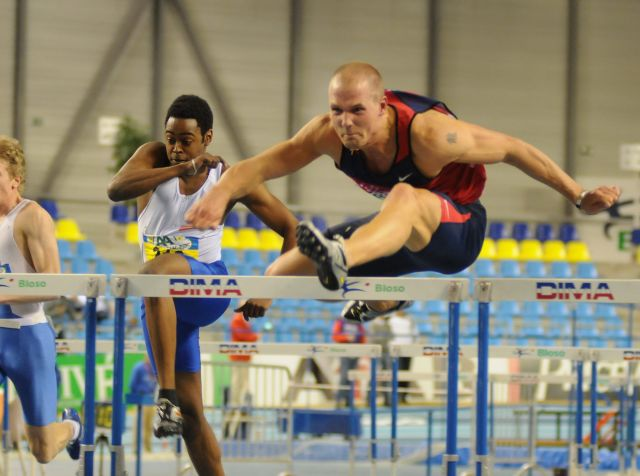
Marcel van der Westen Rang sechs in 13,63 s
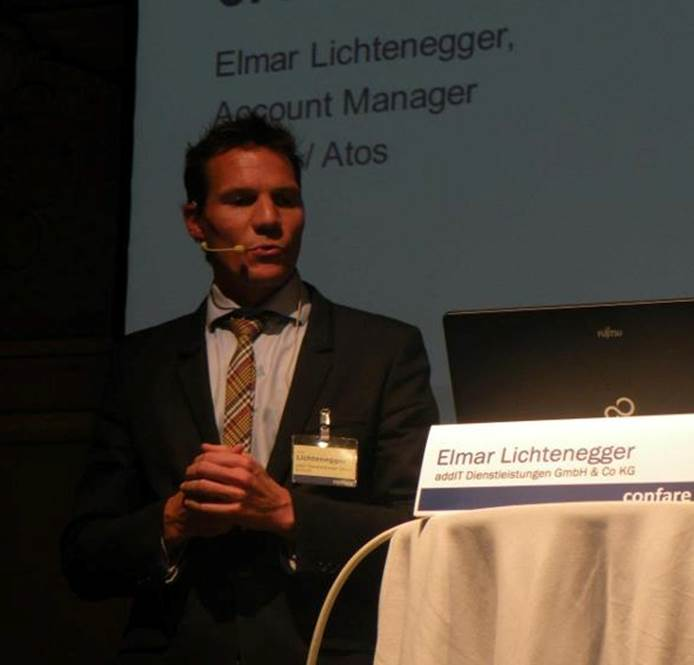
Elmar Lichtenegger Rang sieben in 13,74 s
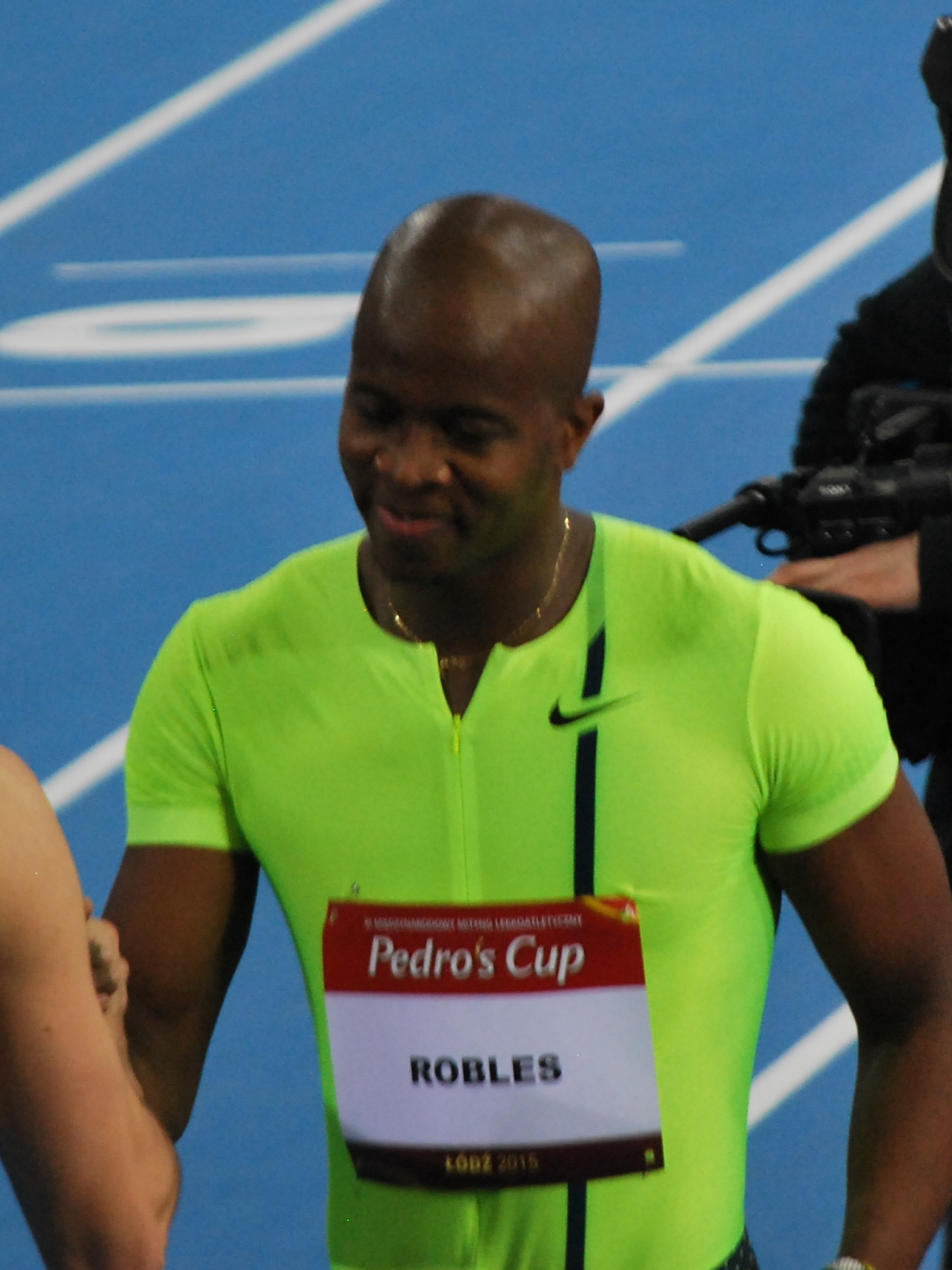
Dayron Robles Rang acht in 14,16 s

## Finale

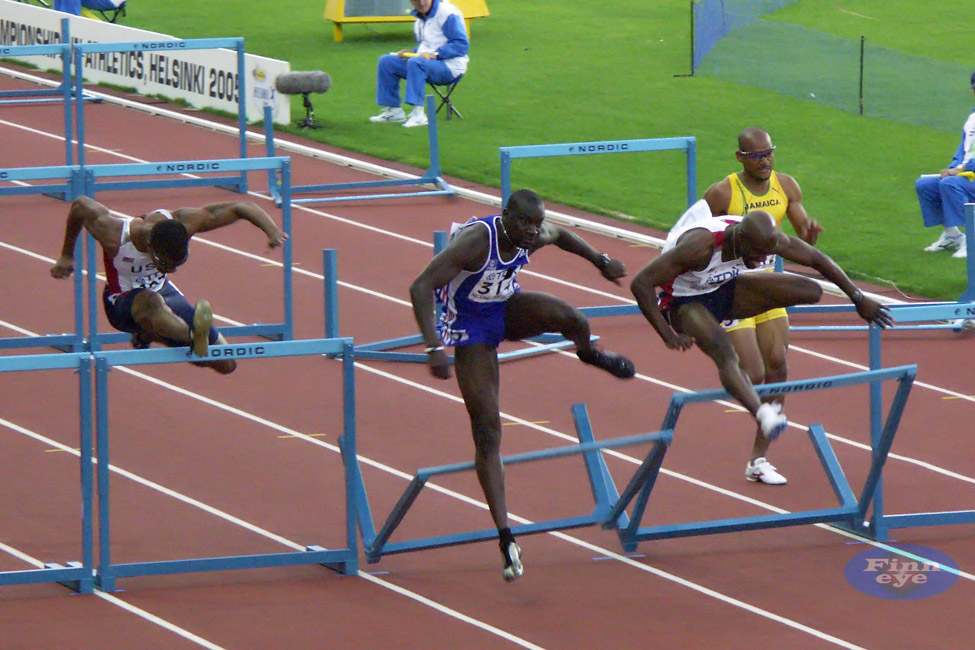
Finale (v. l. n. r.): Terrence Trammell, Ladji Doucouré, Allen Johnson, Maurice Wignall

12. August, 20:45 Uhr
Wind: −0,2 m/s
| Platz | Name                    | Nation              | Zeit (s) |
| ----- | ----------------------- | ------------------- | -------- |
| 1     | Ladji Doucouré          | Frankreich          | 13,07    |
| 2     | Liu Xiang               | Volksrepublik China | 13,08    |
| 3     | Allen Johnson           | USA                 | 13,10    |
| 4     | Dominique Arnold        | USA                 | 13,13    |
| 5     | Terrence Trammell       | USA                 | 13,20    |
| 6     | Joel Brown              | USA                 | 13,47    |
| 7     | Maurice Wignall         | Jamaika             | 13,47    |
| 8     | Matheus Facho Inocêncio | Brasilien           | 13,48    |

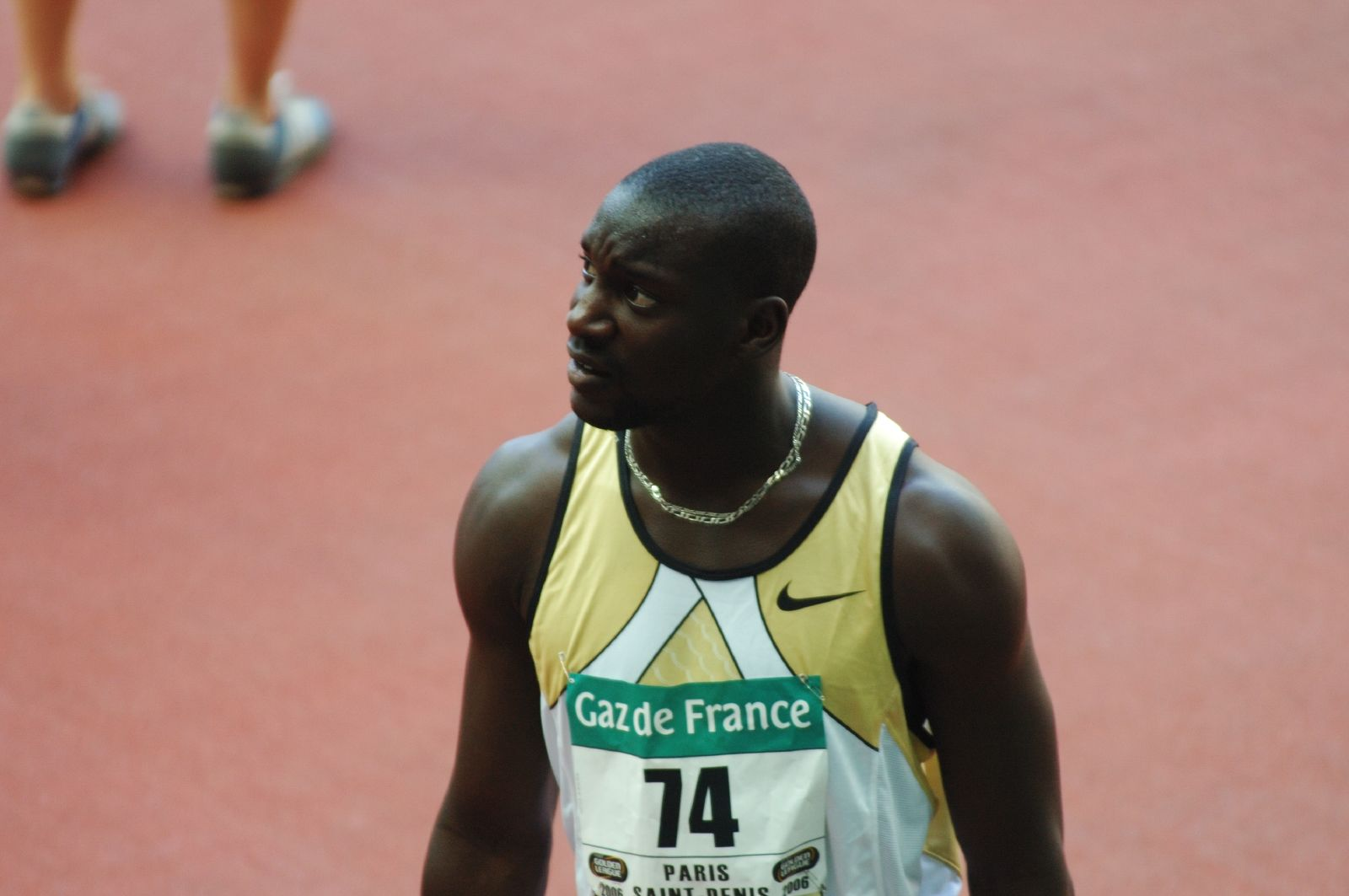
Weltmeister Ladji Doucouré
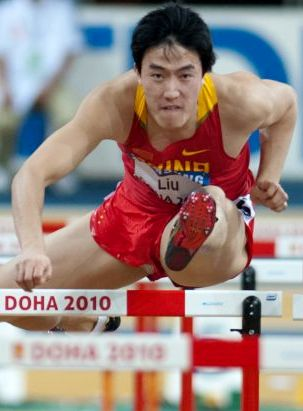
Silber für Liu Xiang, den aktuellen Olympiasieger und Mitinhaber des Weltrekords
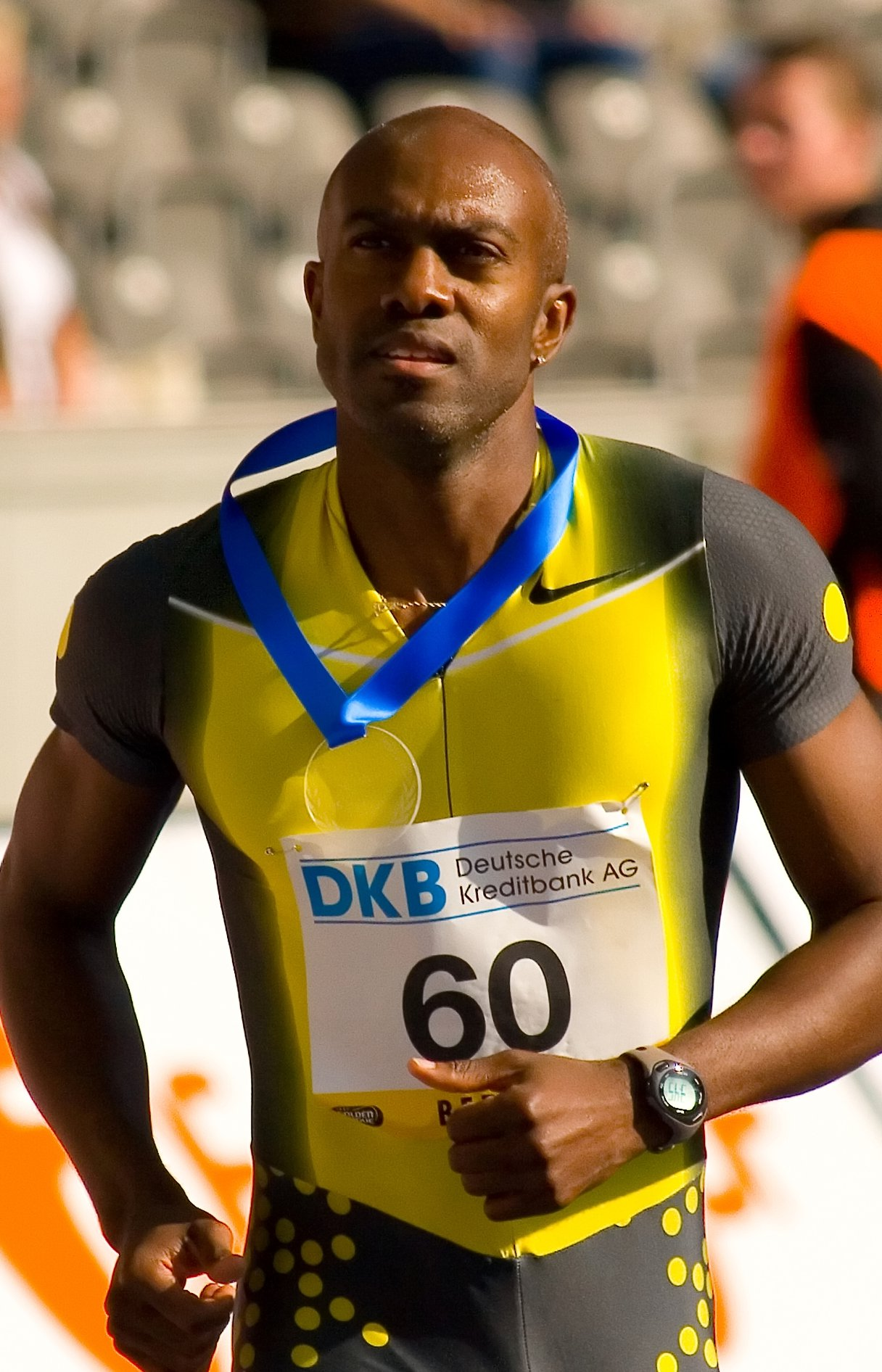
Dem vierfachen Weltmeister und Bronzemedaillengewinner Olympiasieger von 1996 Allen Johnson gelang mit Bronze noch einmal ein Medaillengewinn
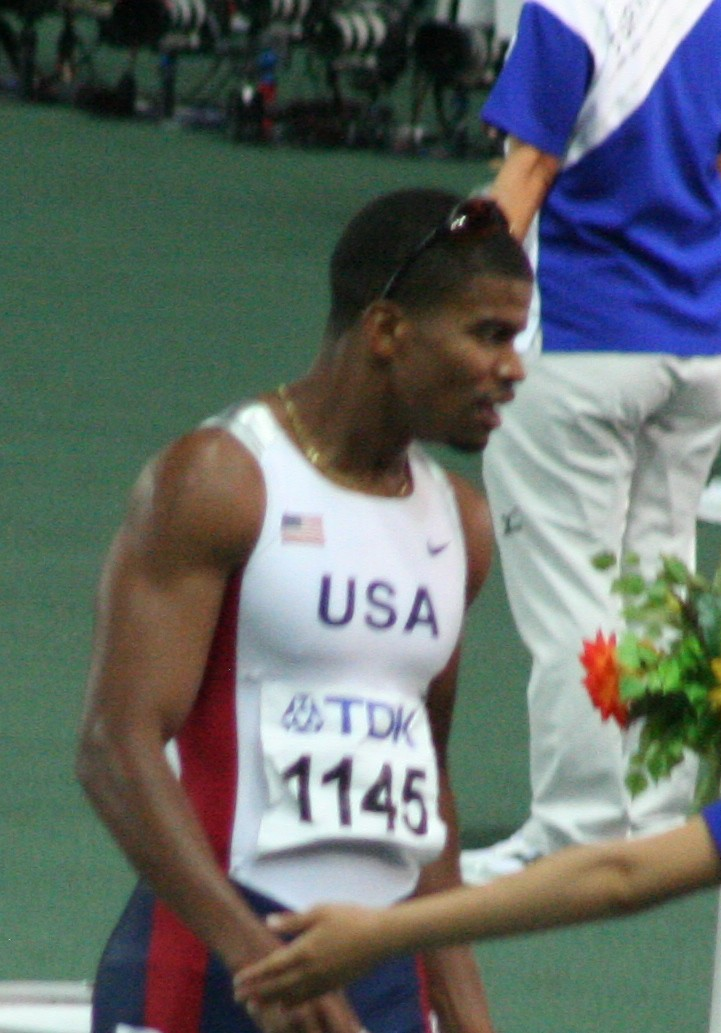
Terrence Trammell, dreifacher Silbermedaillengewinner (OS 2000, OS 2004, WM 2003), belegte Rang fünf
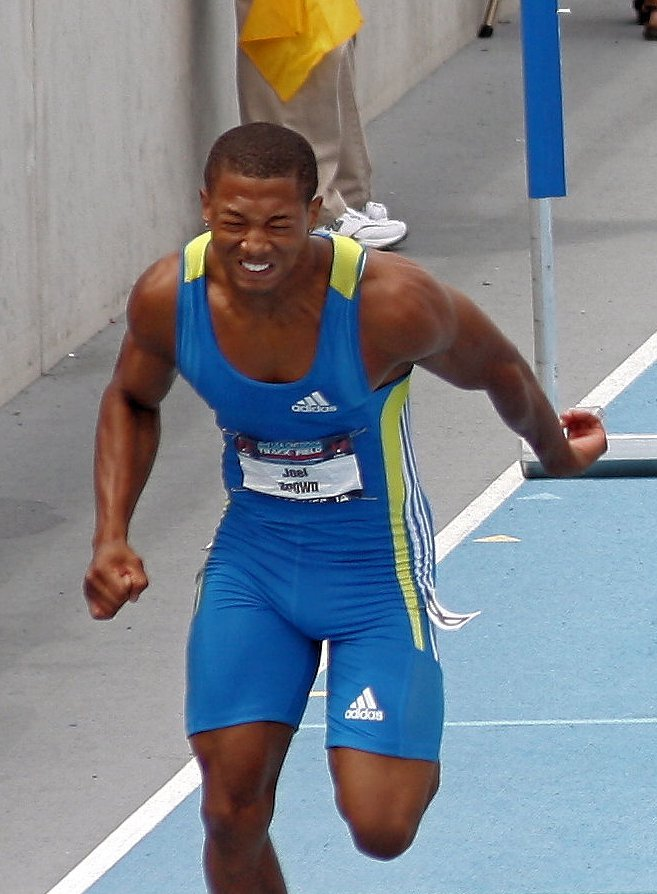
Der sechstplatzierte Joel Brown
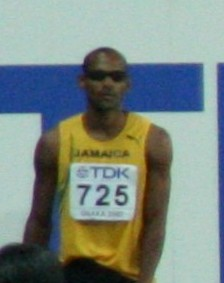
Maurice Wignall kam auf den siebten Platz

## Video
- Uncut – 110m Hurdles Men Final Helsinki 2005, youtube.com, abgerufen am 28. September 2020